# Comitato Olimpico Dominicano

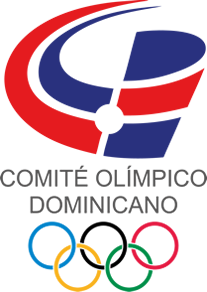

Il Comitato Olimpico Dominicano (noto anche come Comité Olímpico Dominicano in spagnolo) è un'organizzazione sportiva, nata nel 1946 a Santo Domingo, in Repubblica Dominicana.

## Storia
Il Comitato rappresenta la Repubblica Dominicana presso il Comitato Olimpico Internazionale (CIO) dal 1962 ed ha lo scopo di curare l'organizzazione ed il potenziamento dello sport nella Repubblica Dominicana e, in particolare, la preparazione degli atleti dominicani, per consentire loro la partecipazione ai Giochi olimpici. L'associazione è, inoltre, membro dell'Organizzazione Sportiva Panamericana.
L'attuale presidente dell'organizzazione è Luis Mejia Oviedo, mentre la carica di segretario generale è occupata da Antonio Acosta.